# 油柿
油柿（学名：Diospyros oleifera），为柿科柿属下的一个植物种。

## 延伸阅读
[在维基数据编辑]
 《欽定古今圖書集成·博物彙編·草木典·椑柿部》，出自陈梦雷《古今圖書集成》